# Максимко (фільм)
«Максимко» (рос. «Максимка») — радянський художній фільм 1953 року режисера Володимира Брауна за мотивами «Морських оповідань» Костянтина Станюковича.

## Сюжет
1864 рік. Російський корвет «Богатир» в водах Атлантичного океану зустрічає американське судно. У його трюмі живий товар — негри. Через два дні матроси «Богатиря» знімають з уламків розбитого штормом американського корабля хлопчика-негра. Заляканий і забитий работоргівцями, хлопець знаходить в російських матросах добрих і чуйних людей. Незабаром хлопчик, прозваний матросами Максимка, стає улюбленцем усієї команди.

## У ролях
- Борис Андреєв —  матрос Лучкин
- Микола Крючков —  боцман Матвеич
- Толя Бовикін —  Максимка
- Сергій Курилов —  капітан корвета
- Степан Каюков —  старший офіцер
- Володимир Балашов —  старший лейтенант Чебикін
- В'ячеслав Тихонов —  лейтенант Горєлов
- Марк Бернес —  корабельний лікар
- Петро Соболєвський —  штурман
- Костянтин Сорокін —  писар Сойкіна
- Микола Пишванов —  матрос Захарич
- Андрій Сова —  матрос Свистунов
- Михайло Пуговкін —  матрос Артюхін
- Михайло Астангов —  Капітан «Бетсі»
- Еммануїл Геллер —  помічник капітана «Бетсі»
- Олександр Кашперов —  боцман «Бетсі» Річардс
- Роберт Росс —  чорношкірий раб  (немає в титрах)
- Лев Олевський —  жебрак з гітарою  (немає в титрах)
- Іван Матвєєв —  матрос корвета «Богатир»  (немає в титрах)

## Знімальна група
- Сценарист: Григорій Колтунов
- Режисер-постановник: Володимир Браун
- Оператор-постановник: Олексій Мішурин
- Композитор: Ігор Шамо, Вадим Гомоляка
- Режисер: Євген Брюнчугін
- Оператори: Віталій Філіппов, Сергій Ревенко (комбіновані зйомки)
- Звукооператор: Андрій Демиденко
- Художники: декорації — Михайло Юферов, костюми — Юнія Майєр, грим — Н. Шемякін
- Директор картини: Леонід Корецький
- Заступник директора: Олексій Ярмольський